# Herghelia, Mureș

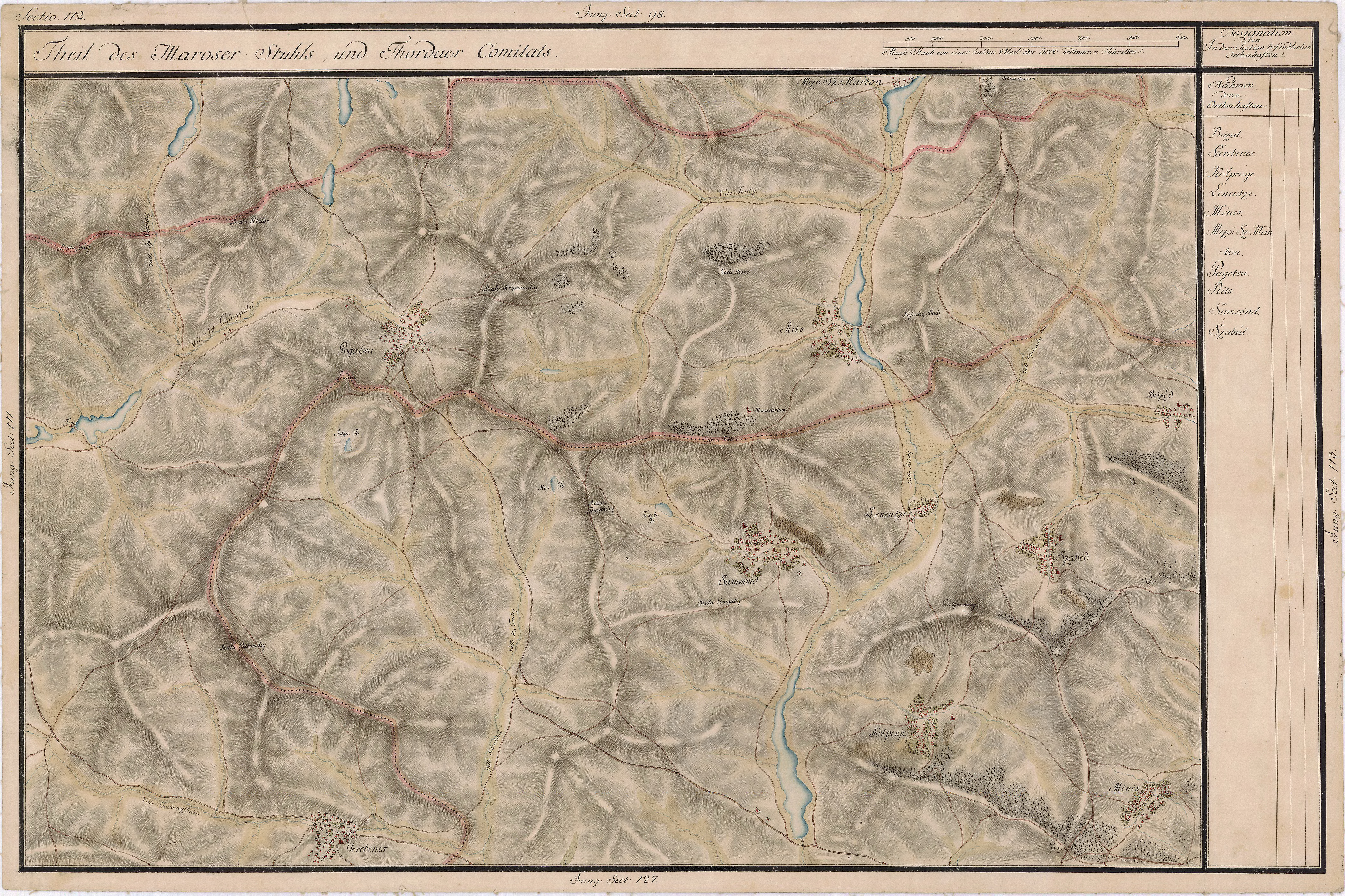
Herghelia pe Harta Iosefină a Transilvaniei, 1769-73

Herghelia (în maghiară Mezőménes), mai demult Meneșul de Câmpie, este un sat în comuna Ceuașu de Câmpie din județul Mureș, Transilvania, România.

## Personalități
- Emil Puni (1916-2008), provincial al iezuiților din România, deținut politic